# الحدود البلجيكية الهولندية

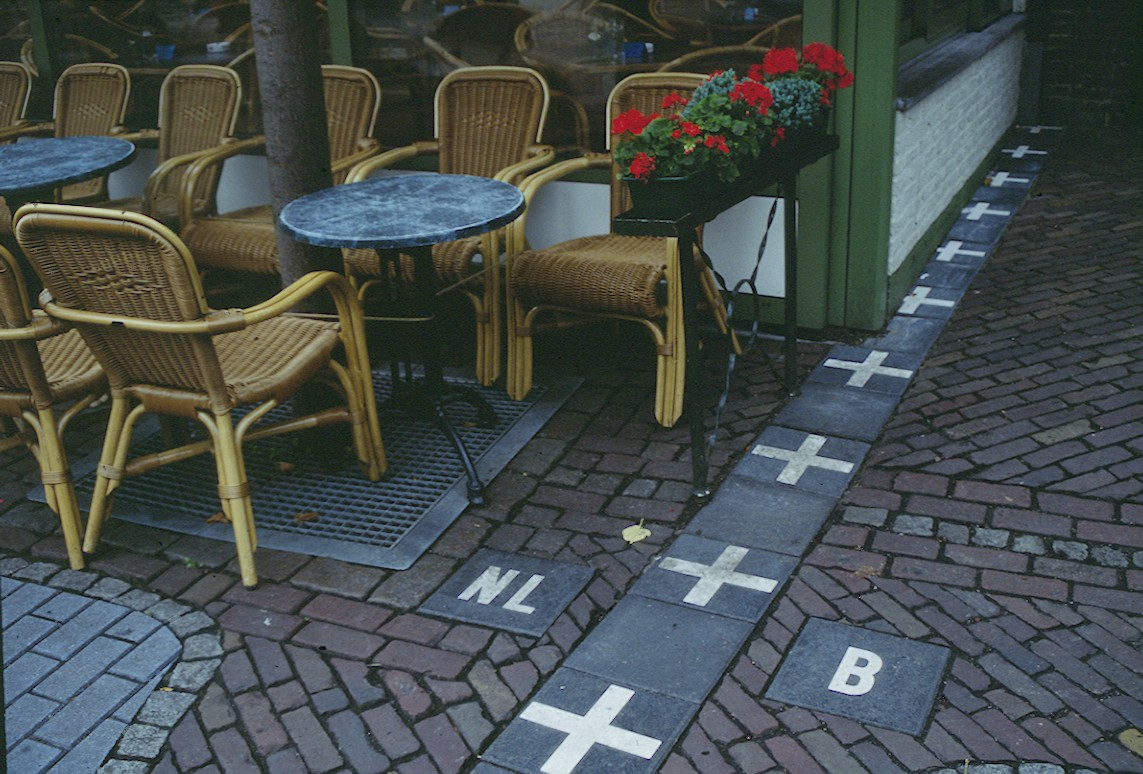
الحدود في بارلي.

الحدود البلجيكية الهولندية يبلغ طولها 450 كيلومتر (280 ميل).
بلجيكا وهولندا جزء من منطقة شنغن. هذا يعني أنه لا توجد ضوابط حدودية دائمة على هذه الحدود.
على الجانب البلجيكي، تتقاسم الحدود أربع (من أصل خمس) مقاطعات فلمنكية. من الغرب إلى الشرق: فلاندرز الغربية، فلاندر الشرقية، أنتفيرب وليمبورغ البلجيكية. يتم تقاسم جزء صغير من قبل مقاطعة والون في لياج، والتي تشمل أيضًا الكانتونات الشرقية الناطقة بالألمانية. على الجانب الهولندي، تتقاسم الحدود ثلاث مقاطعات: زيلند وشمال برابنت وليمبورغ الهولندية.
بين ليمبورغ البلجيكية والهولندية، تتكون الحدود في الغالب من نهر الميز. يشكل مدينة بارله- هيرتوخ مكتنفا بلجيكيا في هولندا. الحدود معقدة هناك، مع وجود مكتنفات هولندية بداخلها.
نقطة النهاية الشرقية هي النقطة الثلاثية (مع ألمانيا) في فالسيربيرخ.

## التاريخ

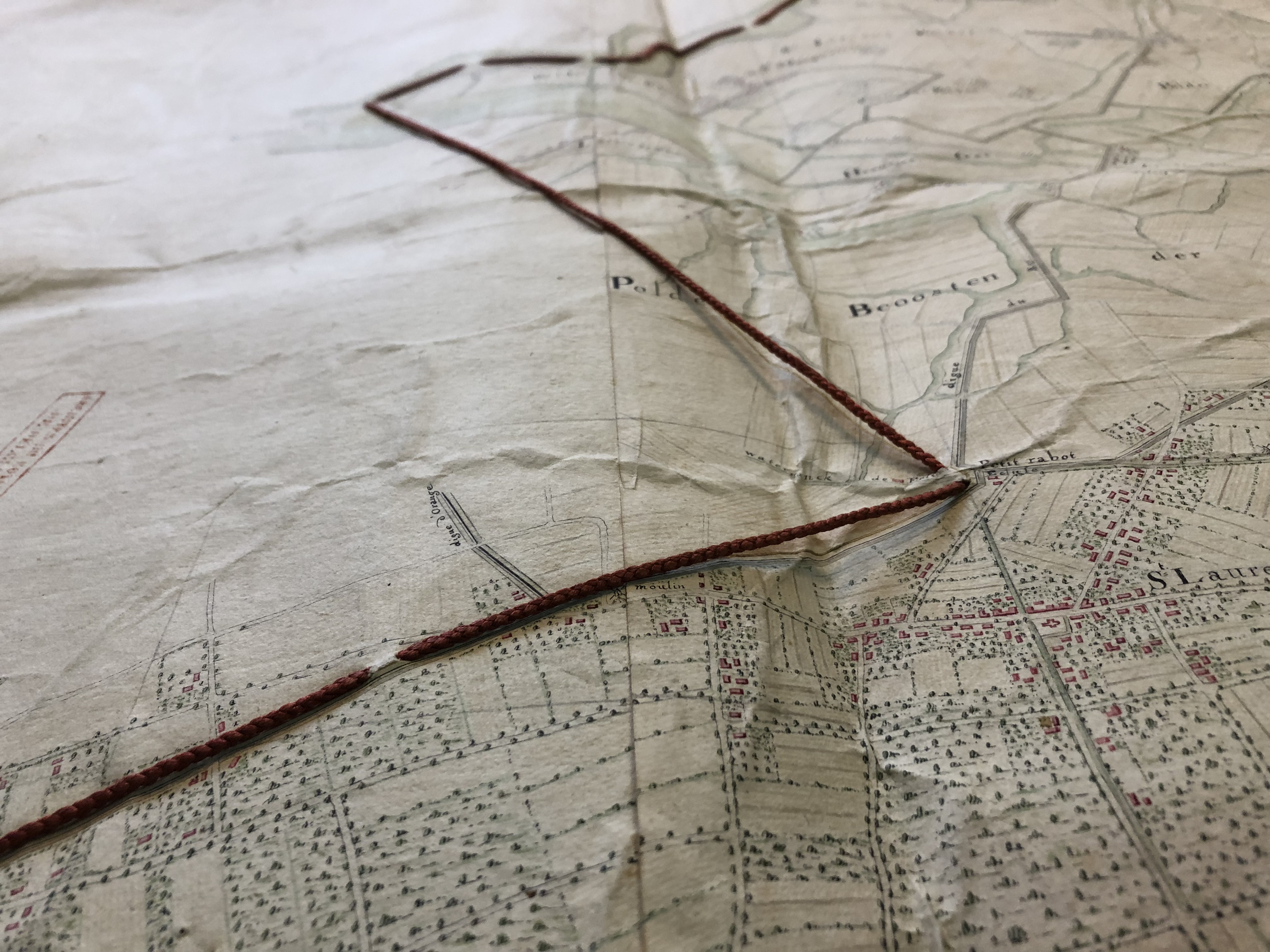
تم الاتفاق على الحدود بين إمبراطورية هابسبورغ والجمهورية الهولندية في نهاية حرب الخلافة الإسبانية.

### معاهدات الحدود لعامي 1842 و1843
ظهرت الحدود بين بلجيكا وهولندا مع انفصال المقاطعات الجنوبية لهولندا التي أصبحت بلجيكا. على الرغم من أن الانفصال حدث في عام 1830 (الثورة البلجيكية واعترفت بها هولندا في عام 1839 بمعاهدة لندن، إلا أن الحدود بين البلدين تم ترسيمها فقط من خلال معاهدة الحدود الموقعة في لاهاي في 5 نوفمبر 1842، واتفاقية ماستريخت بتاريخ 8 أغسطس 1843. حددت معاهدة لاهاي الحدود بشكل عام بينما حددت اتفاقية ماستريخت الحدود بأوصاف تفصيلية وخرائط على مقياس 1: 10000 أو عند الضرورة على مقياس 1: 2500. نصب ما مجموعه 365 نقطة حدودية للإشارة إلى الحدود.
بينما أسفرت المعاهدتان عن إنهاء وترسيم الحدود الرئيسية بين البلدين، إلا أنها تركت الوضع الإقليمي المعقد في بارلي دون حل. الجيوب البلجيكية الحالية بالإضافة إلى الجيوب الهولندية أدت إلى ما كان يُطلق عليه أكثر الحدود الدولية تعقيدًا في العالم،  هي نتيجة استمرار لملكية الأرض من العصر الإقطاعي. عدة مفاوضات لاحقة فشلت في حل القضايا الإقليمية.

### سلك الموت
خلال الحرب العالمية الأولى، تم تركيب سياج كهربائي على طول الحدود من قبل الجيش الألماني، يسمى سلك الموت.

## تغييرات الحدود
حدث ما لا يقل عن تغييرين حدوديين في التاريخ الحديث في الحدود بين بلجيكا وهولندا.

### تيرنوزن
تمت إعادة ترسيم الحدود بالقرب من تيرنوزن في عام 1999.

### نهر الميز

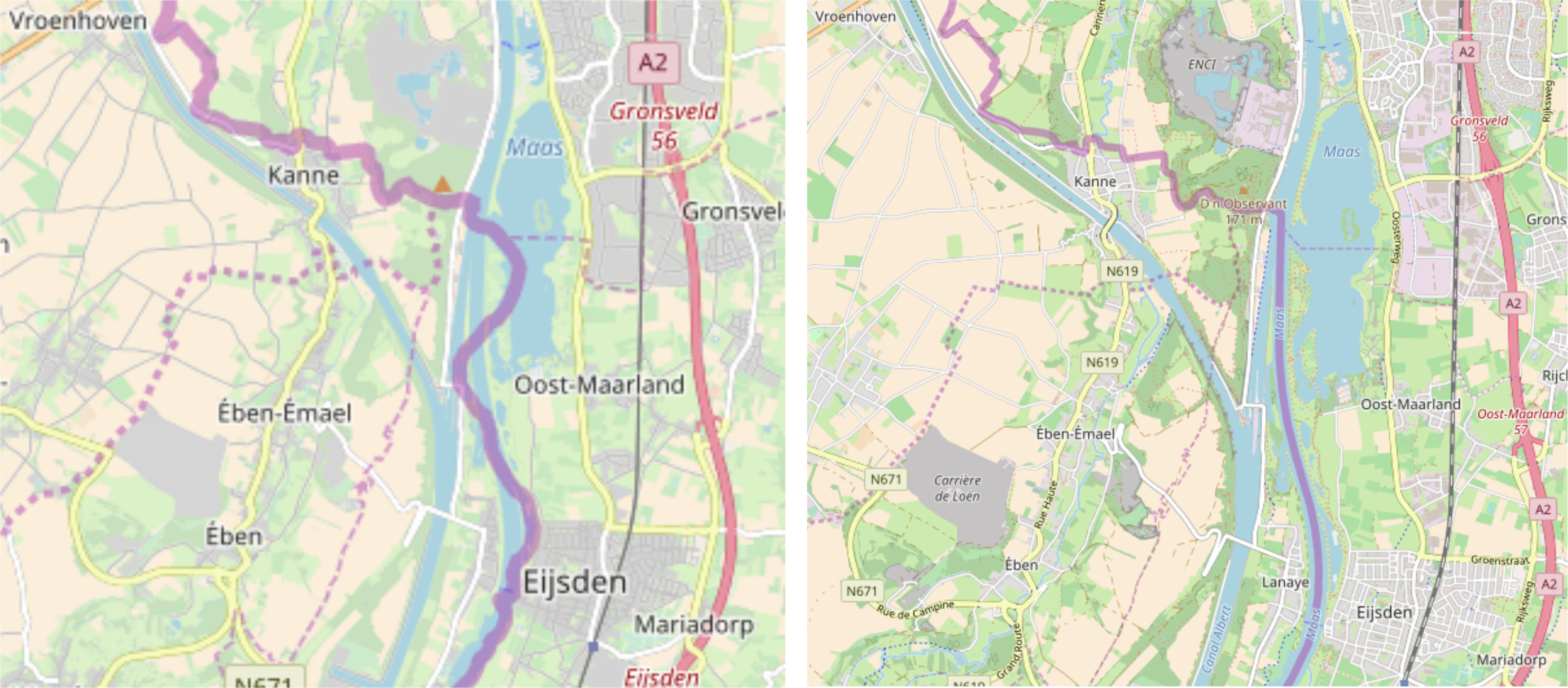
تُظهر الخرائط الحدود على طول نهر الميز قبل (على اليسار) وبعد (على اليمين) التبادل الإقليمي وإعادة محاذاة الحدود.

في 1 يناير 2018، تمت إعادة ترسيم الحدود مع تبادل إقليمي مماثل بين بلجيكا وهولندا على طول نهر الميز بالقرب من إيجسدن في مقاطعة ليمبورغ الهولندية. عملت إعادة المحاذاة على تقويم الحدود وتبسيطها بجعلها تسير على طول محاذاة نهر الميز الحالية.
في السابق، كانت الحدود منحنية بين الضفة اليسرى واليمنى للنهر حيث اتبعت مسارها القديم قبل التجريف والتقويم بين عامي 1960 و1980. أدت هذه المنحنيات إلى قطع العديد من الأراضي عن الجزء الرئيسي من البلاد عن طريق النهر. وقد تسبب هذا في بعض التعقيدات القانونية بما في ذلك الصعوبات في عمل الشرطة وإنفاذ القانون لأن هذا يتطلب وصول أفراد الإنفاذ عبر دولة أجنبية. أصبحت هذه المناطق معروفة بتجارة المخدرات والبغاء. تم التركيز على هذه التعقيدات عندما تم العثور على جذع مقطوع الرأس في إحدى هذه المناطق التي تنتمي إلى بلجيكا في عام 2014. للوصول إلى هذا الجزء من الأرض لإجراء التحقيقات، كان على الشرطة البلجيكية السفر بالقوارب وواجهت صعوبات مختلفة بما في ذلك عدم وجود مكان لرسو قواربهم.
تم التوقيع على معاهدة تبادل الأراضي وإعادة تنظيم الحدود في عام 2016. شهدت عملية التبادل الإقليمي منح بلجيكا ما مجموعه 40.45 فدانًا من الأراضي لهولندا التي تضم شبه جزيرتين نهريتين غير مأهولتين، كانت مقطوعة سابقًا عن «البر الرئيسي» لبلجيكا من قبل الأراضي الهولندية، والمعروفة باسم شبه جزيرة لال وشبه جزيرة إيجسدن. في المقابل، أعطت هولندا بلجيكا شبه جزيرة بيتي جرافير التي كانت مساحتها 7.63 فدان.